# Landschaftsschutzgebiet Silberbachtal

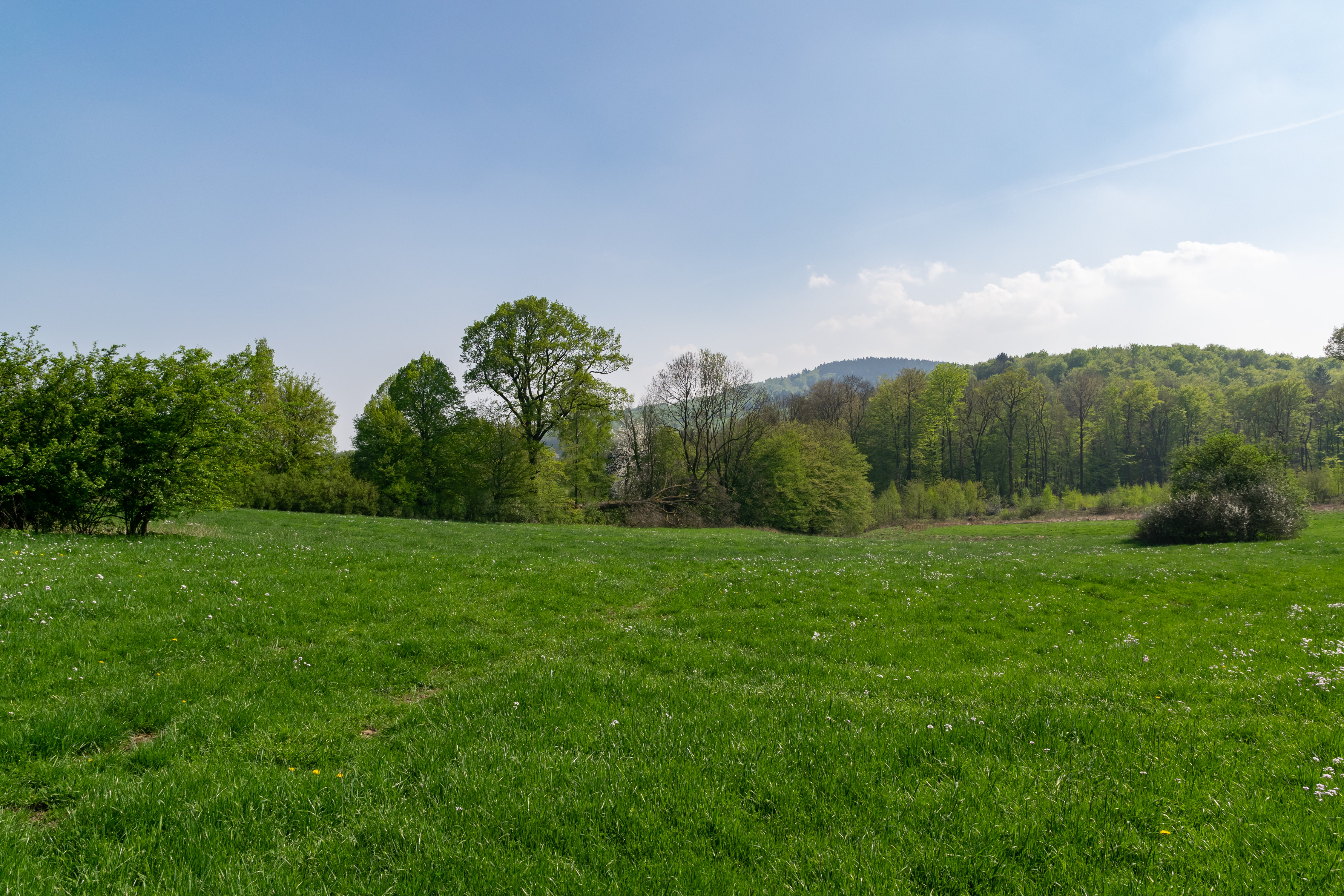
Landschaftsschutzgebiet Silberbachtal

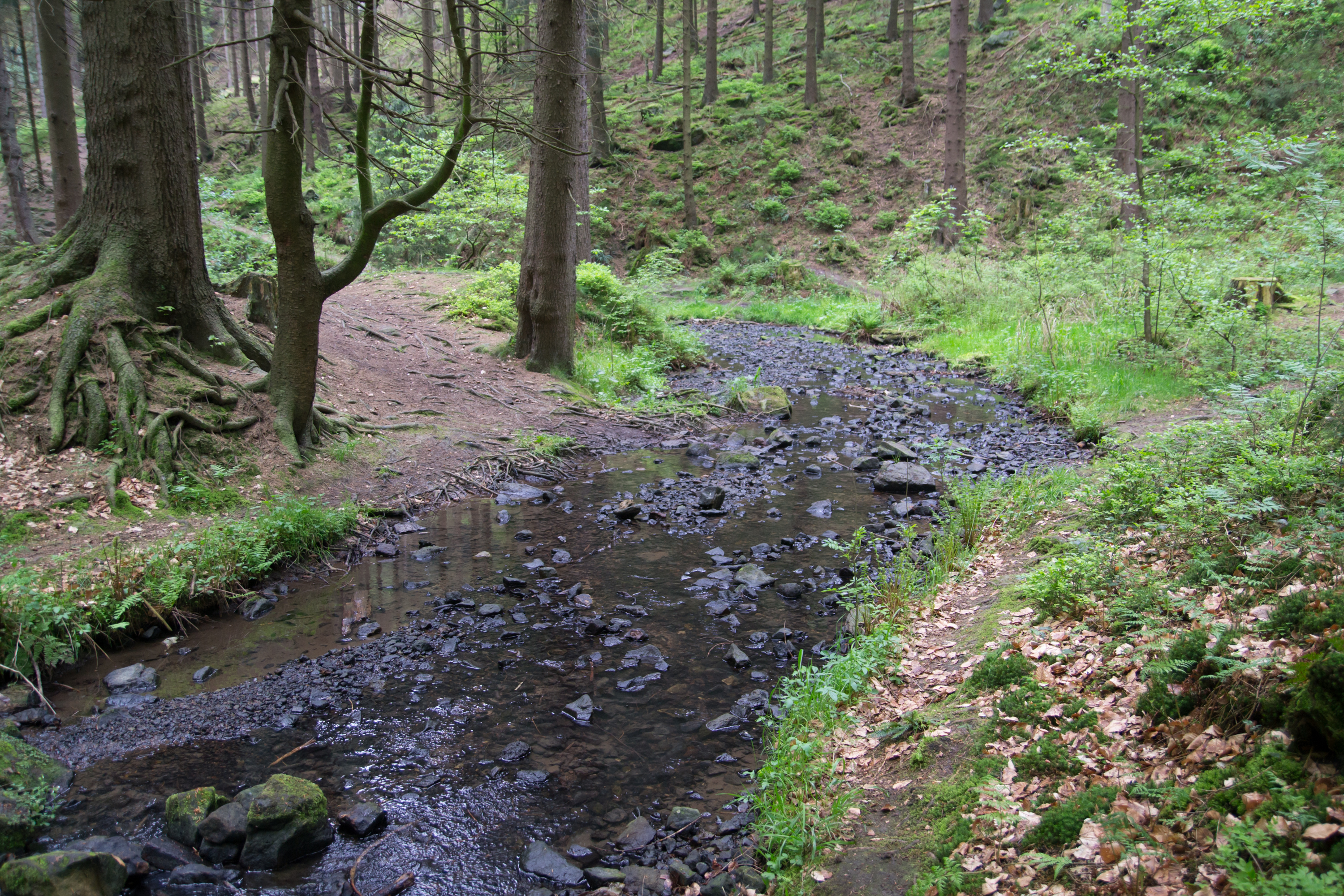
Silberbach im Landschaftsschutzgebiet

Das Landschaftsschutzgebiet Silberbachtal mit etwa 66 ha Flächengröße liegt im Stadtgebiet von Horn-Bad Meinberg. Es wurde 2005 mit dem Landschaftsplan  Nr. 10 Horn-Bad Meinberg/Schlangen durch den Kreistag des Kreises Lippe als Landschaftsschutzgebiet (LSG) ausgewiesen. Das LSG besteht aus vier Teilflächen. 

## Beschreibung
Das Landschaftsschutzgebiet liegt süd- und nördlich von Veldrom. Die Bebauung von Dörfern grenzt teils direkt an das LSG. Das LSG umfasst den Silberbach von der Quelle im Süden bis nach Leopoldstal. Das Quellgebiet des Silberbaches liegt in einem Weidegebiet, wobei der Quellbereich stark vernässt ist. Der Bach verläuft dann eingesenkt in einer Weidelgras-Weißklee-Weide. Danach verläuft der naturnahe Bach in einem markanten Kerbtal. Das Bachbett ist steinig mit vielen über den Wasserspiegel hinausragenden Felsblöcken. An den steilen Talhänge standen bei Ausweisung Fichtenwälder. In den Fichten stockten einzelne alte verfallene Buchenstämme. Bei Leopoldstal stocken Feuchtwaldflächen an der sickerquelligen linken Talseite und um einen von Norden kommenden Nebenbach mit Quellmulde und Teichanlage. Am Teich befindet sich ein dichter Röhrichtgürtel. Der Hangbereich zwischen Silberbach und Nebenbach steht ein dichtes Heckennetz mit parallel verlaufenden langgestreckten Hecken. Die Hecken sind durchsetzt mit Baumgruppen.

## Schutzzwecke für das LSG

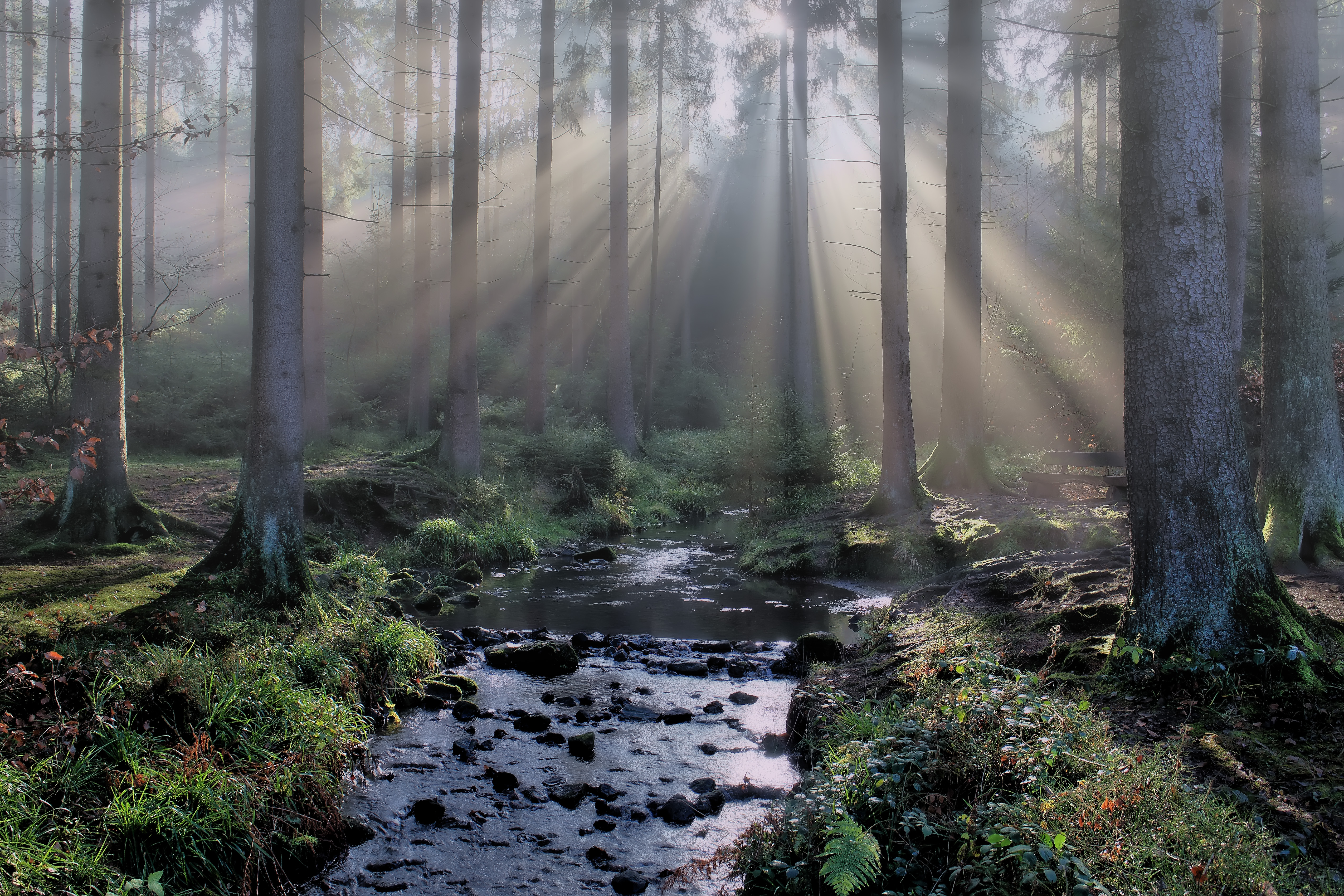
Silberbachtal (2012)

Laut Landschaftsplan erfolgte die Ausweisung des LSG
- „zur Erhaltung der Leistungsfähigkeit des Naturhaushaltes,“
- „zur Erhaltung und Wiederherstellung eines Waldbereiches mit unterschiedlichen Feuchtestufen,“
- „zur Erhaltung eines Waldkomplexes in der Zerfallphase, wegen der Eigenart und Schönheit des alten Hudewaldes,“
- „zur Sicherung der das Landschaftsbild prägenden Alt- und Totholzbestände.“[1]

## Rechtliche Vorschriften
Im Landschaftsschutzgebiet ist unter anderem das Errichten bzw. Anlegen von Bauten und Fischteichen verboten. Grün- und Brachland darf nicht in eine andere Nutzungsart umgewandelt oder umgebrochen werden. Es ist im LSG verboten, Hunde frei laufen zu lassen, ausgenommen ist die ordnungsgemäße Jagd und Hof- und Gartenbereiche. Obstbäume auf Obstwiesen und Einzelbäume dürfen nur gefällt werden, wenn dies einvernehmlich mit der Unteren Landschaftsbehörde abgestimmt wurde und entsprechende Ersatzbäume gepflanzt werden.